# WSDZ
WSDZ (1260 AM) é uma estação de rádio licenciada para Belleville, Illinois, e atendendo ao mercado de rádio da Grande St. Louis. Ela pertence e é operada pela Relevant Radio, Inc. A WSDZ carrega um formato de rádio católico para palestras e ensino fornecido pela rede Relevant Radio. A WSDZ, juntamente com a 1120 KMOX, são responsáveis pela ativação do Sistema de Alerta de Emergência da área de St. Louis.
Durante o dia, a WSDZ é alimentada a 20.000 watts. Mas à noite, para evitar interferência com outras estações na AM 1260, reduz a potência para 5.000 watts. Ela usa uma antena direcional em todos os momentos. Os estúdios estão localizados na Weber Hill Road, em St. Louis. O transmissor está fora da Schuleter Germaine Road em Belleville. A programação também é ouvida no tradutor FM de 99 watts 95,1 MHz K236CS em St. Louis.